# Sukhoi/HAL FGFA
El Sukhoi/HAL Fifth Generation Fighter Aircraft (FGFA) es un modelo de avión caza de quinta generación desarrollado en conjunto por la industria armamentística de Rusia y la India. Es un proyecto derivado del PAK FA, a cargo de la Fuerza Aérea India (FGFA es la designación oficial del desarrollo en la India). El programa surge con el objetivo de desarrollar un avión caza que cumpla con las tareas militares del tipo furtiva.
De acuerdo con el director de la Hindustan Aeronautics Limited, durante la reunión del Comité Intergubernamental de Rusia – India llevado a cabo el 18 de septiembre de 2008, la versión rusa estará diseñada para un solo piloto mientras que la versión india será un biplaza pero sin una versión de entrenamiento como en Rusia.

## Descripción
Avión caza de supremacía aérea de largo alcance, que podrá operar en misiones de escolta táctica de otros aviones caza como el Su-30MK; tendrá doble turbina, instaladas en el centro del fuselaje, grandes y potentes, solo comparables a las del potente MiG-31 y doble deriva, (timón vertical de profundidad) grandes y espaciados, para mayor estabilidad a grandes velocidades, tomados del Su-47; la misma cabina de mando del Su-35 con dos pantallas planas juntas, grandes y rectangulares, con comandos de toque touch-screen para información completa al piloto de la situación de vuelo y el campo de batalla.
Nuevo casco de batalla con información visual del enemigo, directamente a los ojos del piloto; nuevo sistema de navegación integrada de manejo de información y cifrado de datos (Data-link); navegación por satélite GLONASS; nuevo Software para vuelo por cable fly-by-wire de redundancia cuádruple; nueva palanca de control tipo Joystick de manejo intuitivo, con más controles disponibles para el piloto; sistema de vuelo HOTAS; nuevo radar avanzado para detectar 30 blancos enemigos, atacar 8 de ellos al mismo tiempo y ordenar el ataque, de los blancos detectados, marcados o iluminados, a otros aviones caza del ala de combate.[cita requerida]
Nuevo sistema de avistamiento opto-electrónico tipo OEPS-27, de funcionamiento «silencioso» o pasivo (sin emisión electromagnética). Este comprende una cámara infrarroja giro-estabilizada Geofizika-NPO 36-Sh sobre el cono delantero; la toma de reabastecimiento aéreo de combustible al costado izquierdo de la cabina y los potentes motores con empuje vectorial del Su-35.
No se conoce por ahora, si éste avión de combate de quinta generación, tendrá alerones delanteros canards como el del avión caza naval pesado Su-33 de triple ala en tándem, para ayudar a realizar por más tiempo las nuevas maniobras acrobáticas, como «la maniobra de la Cobra», que en una situación de combate cercano (Dogfight) le dará mayor ventaja al piloto sobre el avión adversario; pero el nuevo caza MiG-35, Su-35 y el F-22 Raptor, han demostrado que pueden realizar éstas maniobras avanzadas con éxito, sin necesidad de tener alerones canards que provocan mayor resistencia al avance, aumentan el peso y el reflejo de radar, por sus nuevos motores con empuje vectorial que tienen un mayor grado de inclinación de las toberas de escape de gases y le ofrecen, una mayor capacidad de volar con giros cerrados.
La Cobra de Pugachev es una maniobra de aviones caza, nombrada así por el piloto de prueba de la agencia de diseño OKB Sukhoi llamado Victor Pugachev, que la pudo realizar por primera vez en el verano del 1989, pilotando un avión de combate Su-27.
La maniobra consiste en que el piloto, desconecta el control del estabilizador limitador Alfa y luego tira de la palanca de control bruscamente, hasta alcanzar 90 y 120 grados de ángulo de inclinación de ataque, para luego continuar volando en forma horizontal, las tomas de aire de las toberas del motor, todavía tienen que manejar el ingreso de aire a los motores, algo que el diseño de los aviones de Sukhoi puede lograr con éxito.
Es posible que la versión del avión biplaza y para ataque naval, por ser más grande, pesado, de menor velocidad, trepada y rendimiento de vuelo, que el monoplaza, necesite alerones "Canards" para mejorar su maniobrabilidad y rendimiento de vuelo, a bajas velocidades y es posible que, en algunas versiones se instalen Canards o puedan ser instalados fácilmente, con un nuevo programa UP-GRADE en el futuro, para mejorar su rendimiento de vuelo a baja altitud, según los resultados que se presenten en las primeras pruebas de vuelo, las necesidades de combate, requerimientos y especificaciones, del ala de combate de la Fuerza Aérea de India.

## Tren de aterrizaje
Tendrá el mismo tren de aterrizaje del anterior modelo de Sukhoi Su-30 MK para ahorrar costos de producción; el tren delantero se retrae hacia adelante y se guarda, en un foso bien adelantado bajo la cabina del piloto, para dejar espacio a las armas internas en el centro del fuselaje; el tren principal se retrae hacia adelante y rota, para descansar en un foso junto a las toberas de ingreso de aire de los motores, en un espacio que se forma por el nuevo diseño romboidal de su fuselaje.
Este tren de aterrizaje podrá ser fabricado bajo licencia y contrato de patente de producción, que Rusia entregará a India, para equipar a sus propios aviones de combate de quinta generación que fabriquen en el futuro, con este tren de aterrizaje básico, que tendrá las mismas partes y piezas de suspensión, doble barra, doble triángulo, ejes y semiejes, de la familia de aviones caza de diseño de Sukhoi y también podrá ser instalado en el nuevo caza de supremacía aérea Su-35 y el más pesado Su-35 BM.

## Versión naval
India también está considerando construir en el futuro, una nueva versión naval embarcada de este proyecto y por un requisito especial de India, para poder enfrentar, al nuevo proyecto multinacional F-35 Lightning II Joint-Strike-Fighter de la US NAVY, que también será transportado por los nuevos portaaviones de la OTAN, hasta ahora el único avión naval de quinta generación y de diseño Stealth que puede operar desde la cubierta de un portaaviones.
Podrá retraer la punta de las alas principales hacia arriba, como el diseño del MiG-35 en su versión naval Mikoyan MiG-29K, para tener una mejor configuración en la cubierta de los nuevos portaaviones clase Almirante Kuznetsov que Rusia construirá en los astilleros navales de Severodvinsk y lograr así, más espacio en el hangar bajo la cubierta y mayor capacidad, para transportar aeronaves en los nuevos portaaviones de India.
Tendrá un tren de aterrizaje más alto y reforzado, un gancho entre los motores para detenerse en la cubierta del portaaviones y capacidad para despegar en pistas cortas; especialmente diseñado para un nuevo tipo de combate, entre aviones caza navales embarcados en portaaviones de diseño stealth en el futuro.
Podrá volar junto a la nueva versión del caza naval embarcado Su-33 derivado del proyecto experimental de nuevas tecnologías Su-37 de triple ala en tándem, formando un nuevo tipo de "Ala de combate" naval combinada, de aviones caza navales de quinta generación que dominarán el espacio aéreo en el nuevo siglo. Estará pintado de camuflaje color plomo y azul naval, con el cono del radar de color blanco, a diferencia de la versión de supremacía aérea basada en bases desde tierra, pintado de camuflaje color negro y bermellón.

### Desarrollos relacionados
- Sukhoi PAK FA

### Aeronaves similares
- Lockheed Martin F-35 Lightning II
- Lockheed Martin F-22 Raptor
- Northrop/McDonnell Douglas YF-23
- PAK FA
- Su-47
- Mikoyan Proyecto 1.44